# Bupronotum
Bupronotum is een geslacht van vliesvleugeligen uit de familie Pteromalidae. De wetenschappelijke naam van dit geslacht is voor het eerst geldig gepubliceerd in 2001 door Xiao & Huang.

## Soorten
Het geslacht Bupronotum is monotypisch en omvat slechts de volgende soort:
- Bupronotum zhuangarum Xiao & Huang, 2001